# Anschluss
Anschluss (njem. priključenje, pripojenje) naziv je za pripojenje Austrije Njemačkoj koje je izvršeno u ožujku 1938., a trajalo je do 1945. godine.
Adolf Hitler, koji je i sam rodom iz austrijskog grada Braunau am Inn, imao je veliku želju za pripojenjem Austrije Njemačkoj što je i pokazao 1934. god. kad je javno zahtijevao pripojenje Austrije. I sama politika tadašnjeg Reicha je bila vođena pod sloganom: "Svi Nijemci u jednoj državi."
U samoj je Austriji Ustavom iz 1934. godine uspostavljen autoritarni jednopartijski režim pod vodstvom Domovinske fronte (Vaterländische Front), koji je bio idejno srodan fašističkom režimu u susjednoj Italiji i nacističkom u Njemačkoj – te ga se u literaturi i naziva "austrofašizam". Austrofašističko vodstvo je međutim Austriju nastojalo više oslanjati na Italiju, te ostaviti Austriju neovisnom državom.
Njemačka je vršila trgovinski, politički i sigurnosni pritisak na Austriju, te je zaprijetila i invazijom. Fašistička Italija je sada bila u dobrim odnosima s Njemačkom, te nije davala uvjerljivu podršku austrofašističkoj vladi u Beču. U takvoj geopolitičkoj situaciji, austrijski kancelar Kurt Schuschnigg je u veljači 1938. godine imenovao austrijskog nacistu Arthura Seyss-Inquarta za ministra unutarnjih poslova. Istodobno je rehabilitirano oko 17.000 nacista koji su se proteklih godina našli na udaru austrijskih vlasti. 
Pokušavajući se ipak oduprijeti sjedinjenju, Kurt Schuschnigg je potom raspisao narodni referendum o pitanju pripojenja, za 13. ožujak 1938. godine. Kako bi osigurao podršku snaga koje su se protivile pripojenju Njemačkoj, odlučio je Schuschnigg opet dozvoliti rad drugih političkih stranaka, među kojima je najznačajnija bila Socijaldemokratska partija. S obzirom na to da je procjena bila da je nacistička propaganda za sjedinjenje bila najviše prihvaćena među mladima, Schuschnigg je propisao da mlađi od 24 godine nemaju pravo glasa.
Hitler je na ove korake austrofašističkog vodstva reagirao davanjem ultimatuma da Schuschnigg do 11. ožujka u podne odstupi s vlasti i preda vlast austrijskim nacistima, pod prijetnjom njemačke invazije. Kancelar Schuschnigg i Predsjednik Republike Austrije Wilhelm Miklas su do kraja dana obojica podnijeli ostavke, ali su njemačke vojne snage u zoru 12. ožujka 1938. godine svejedno ušle u Austriju. Austrijske vlasti su naredile austrijskim vojnim snagama da ne pružaju nikakav otpor.
Već 12. ožujka 1938. godine je Hitler i sam došao u Austriju, ukružen naoružanom pratnjom od 4.000 ljudi: vrlo entuzijastičan doček stanovništva ga je uvjerio da nema potrebe da Austriju svede na status marionetske države, nego je bilo moguće odmah krenuti s potpunim pripojenjem.
Austrijski parlament je iza ponoći s 12. na 13. ožujak izabrao Arthura Seyss-Inquarta za kancelara, te je već 13. ožujka izglasao zakone koji svode Austriju na status dijela Njemačke, pod imenom "Ostmark": Hitler će Seyss-Inquarta postaviti za šefa  (Reichsstatthalter) te njemačke savezne države.
Makar je Anschluss već bio proveden 13. ožujka 1938. godine, nacisti su za 10. travnja 1938. godine raspisali referendum o pripojenju Trećem Reichu, koji se održao kako u Austriji ("Ostmarku"), tako i u Njemačkoj. Referendum je održan pod strogim nadzorom nacista tako da su oni doslovno vidjeli tko je zaokružio "ZA", a tko "PROTIV" pripajanja Njemačkoj. Židovi i registrirani ljevičari – sveukupno oko jedne desetine birača – nisu smjeli glasovati.  Zbog ovakve stroge kontrole rezultati referenduma su bili nevjerojatni, čak 99,7 % stanovništva Austrije izjasnilo se za pripojenje.
Zapadne sile nisu ničim odgovorile na ovakav razvoj situacije, iako je Versajskim ugovorom bilo izričito zabranjeno ujedinjavanje Austrije i Njemačke.